# Площа Святого Теодора
Пло́ща Свято́го Теодо́ра — площа в Галицькому районі Львова, в історичному центрі міста, розташована між проспектом Чорновола та вулицями Богдана Хмельницького і Замарстинівською. Посередині площі розташований сквер.
Прилучаються вулиці Медова, Мулярська, Весела та Вугільна.

## Історія
Перша згадка про площу пов'язана з дерев'яною церквою святого Теодора Тіронського, яка була збудована у наріжнику сучасної площі Святого Теодора ще до 1453 року (перші згадки 1292 — у грамоті князя Лева Даниловича). Церкву перебудували у 1706 році. Там облаштували три вівтарі, крім того — побудували триповерхову дзвіницю із чотирма дзвонами. Також церква була багата на артефакти, наприклад, книги з дорогими укладами. Цим визначався її статус. Під час касаційних реформ австрійського уряду кінця XVIII століття, а саме у 1784 році церкву через досить не чисельну парафію було закрито, а згодом її будівлю розібрано. Храмовий образ святого Теодора після того, як церкву розібрали, передали до церкви Святого Миколая, що знаходилася неподалік. Власне, й землі також відійшли до неї. Від 1801 року й до 1950 року — була площа святого Теодора. За радянських часів, у 1950 році їй дали назву площа Центральна, через те що у ті часи тут була кінцева зупинка кількох міських та підміських автобусних маршрутів. У 1991 році площі повернули історичну назву — Святого Теодора.
У XIX столітті на площі виникла торговиця, так звана «Стара Тандита», яка функціювала до 1950-х років. Тут продавалося різне дешеве сукно та вироби з тканин. Також на площі розташовувався продуктовий ринок, перенесений сюди з площі Ринок. Наприкінці 1950-х років вже цей ринок був перенесений на територію старого єврейського цвинтаря, де від 1947 року вже працював колгоспний «Центральний ринок» (нині — Краківський ринок). Під час першої світової війни на площі Святого Теодора розташовувалися пункти обігріву та громадські їдальні для збіднілих верств населення.
У середині листопада 2016 року на площі Святого Теодора було розпочато археологічні розкопки. На початку грудня 2016 року вдалося натрапити на частину давнього цвинтаря, за попередніми відомостями, з XVIII століття. Імовірно, це був прицерковний цвинтар церкви святого Теодора, відомої ще з XV століття. Також тут були виявлені об'єкти черняхівської культури III—IV століть до нашої ери з характерною керамікою, фрагментів ліпного та кружального посуду, горщиків та мисок. У 2018 році розпочалася реконструкція площі Святого Теодора, яка триватиме декілька років. Початково проведено роботи із заміни колектора та електромереж на ділянці між клубом «Малевич» та одинадцятиповерховою будівлею управління статистики. У наступні роки реконструюватимуть простір, де у XV—XVIII століттях розташовувалися церква Святого Теодора та прицерковний цвинтар, на місці яких 2016 року археологи виявили давні поховання. Основними акцентами площі мають стати пішохідний фонтан без чаші та ознакування церкви святого Теодора, яка до 1784 року була розташована на цій площі.
До 2020 року на площі святого Теодора мали кінцеву зупинку приміські автобуси, що прямувати зі Львова до Жовкви та Брюховичів.

## Забудова
В архітектурному ансамблі площі святого Теодора присутні три- та чотириповерхові кам'яниці кінця XIX та початку XX століття, збудовані у стилях класицизму та віденської сецесії. Пам'ятки архітектури місцевого та національного значення відсутні. Нумерація будинків бере початок від вулиці Медової. 

### Будинки
№ 2 — триповерховий житловий будинок, збудований після 1871 року. Тут за польських часів була пекарня Плівера та молочарня Аґід. 
№ 3 — триповерховий житловий будинок, збудований після 1871 року. На першому поверсі будинку до 1939 року містилася перукарня Ґутмана, про що свідчить напис на фасаді, що зберігся донині, гуртова торгівля борошном Бухмана, молочарня Кеффа, пекарня Байтлера та аптека Дожавеца. Донедавна в приміщеннях першого поверху працювали аптека аптека (ТОВ «Нерей-Л») та салон кухонь «Доміно». Від 2020 року на місці аптеки відкрився дитячий клуб «Мельпомена». У ньому діятимуть два гуртки — театральна майстерня «Дій!» та гурток ораторського мистецтва «Харизма». 
№ 4 (у 1871 році конскрипційний номер 103 ¾) — чотириповерховий житловий будинок, власниками якого у 1871 році були Мендель Блауер та спілка. Тут за польських часів був пункт прийому макулатури Ціґеля, за часів СРСР — хлібний магазин, нині — продуктова крамниця «Еколан» та магазин-салон вікон та дверей компанії «Грифон».
№ 5 (у 1871 році конскрипційний номер 152 ¾) — чотириповерховий житловий будинок, власниками якого у 1871 році були спадкоємці Е. Вальберга. За цією адресою до 1941 року діяла синагога «Шовсей Шабос», заснована в 1880-х роках на вул. Божничій (нині — Сянська), 15, а у 1930-х роках перенесена у цей будинок. При синагозі була благодійна кухня, де безкоштовно готували суботні трапези для всіх, хто потребує. Також у міжвоєнний період в будинку містився магазин емальованого та фаянсового посуду Дінера. За радянських часів — магазин «Юний технік», нині тут магазин побутової техніки «Вест Вінд» та магазин канцтоварів. 
№ 6 (у 1871 році конскрипційний номер 98 ¾) — двоповерховий житловий будинок, власниками якого у 1871 році була Лея-Хая Балем. Тут за польських часів була пекарня Наделя та цукерня Варта.
№ 7 (у 1871 році конскрипційний номер 83 ¾) — житловий будинок, власником якого у 1871 році були Якуб Попс та спілка. Нині такої адреси, як і самого будинку не існує.
№ 8(у 1871 році конскрипційний номер 611 ¾) — чотириповерховий житловий будинок, на розі з вулицями Мулярською та Веселою, власником якого у 1871 році був Ейциг Гешелєс. Тут за польських часів була фабрика рибних консервів Каліша, а у наріжнику будинку містилася цукерня Закрочима, у 2000-х роках — кафе «Цімес», нині — ресторан-паб «Гальба».
№ 9 (у 1871 році конскрипційний номер 595 ¾) — житловий будинок, власником якого у 1871 році був Ейциг Молдау. Нині такої адреси, як і самого будинку не існує.
№ 10 — чотириповерховий будинок, де у другій половині 1980-х років містився кінотеатр «Світлячок». Після проведеної реконструкції будинку наприкінці 2000-х років тут відкрився офісний центр.
№ 11 — чотириповерховий житловий будинок, на розі з вул. Вугільною. Тут за польських часів була молочарня Шехтера, за радянських часів — опорний пункт правопорядку, нині тут магазин фарб «Палітра».
№ 12 (колишня адреса — вул. Закутна, 3; конскрипційний номер 92 ¾) — триповерховий житловий будинок, власником якого у 1871 році був Абрам Басс. У 1916 році — Герман Зальцберґ і спілка. В будинку у міжвоєнний період працювала гуртівня борошна Меєра. Нині тут містяться кафе-бар «Мартуся» (від проспекту Чорновола), а також салон жіночої білизни «Б'янка» та магазин «Госптовари».
№ 13 — триповерховий житловий будинок. У 2019 році, в межах проєкту «Муніципальний розвиток та оновлення старої частини міста Львова», завершено реставрацію вхідної брами цього будинку.